# Atalaya salicifolia
Atalaya salicifolia là một loài thực vật có hoa trong họ Bồ hòn. Loài này được (DC.) Blume mô tả khoa học đầu tiên năm 1847.

## Hình ảnh

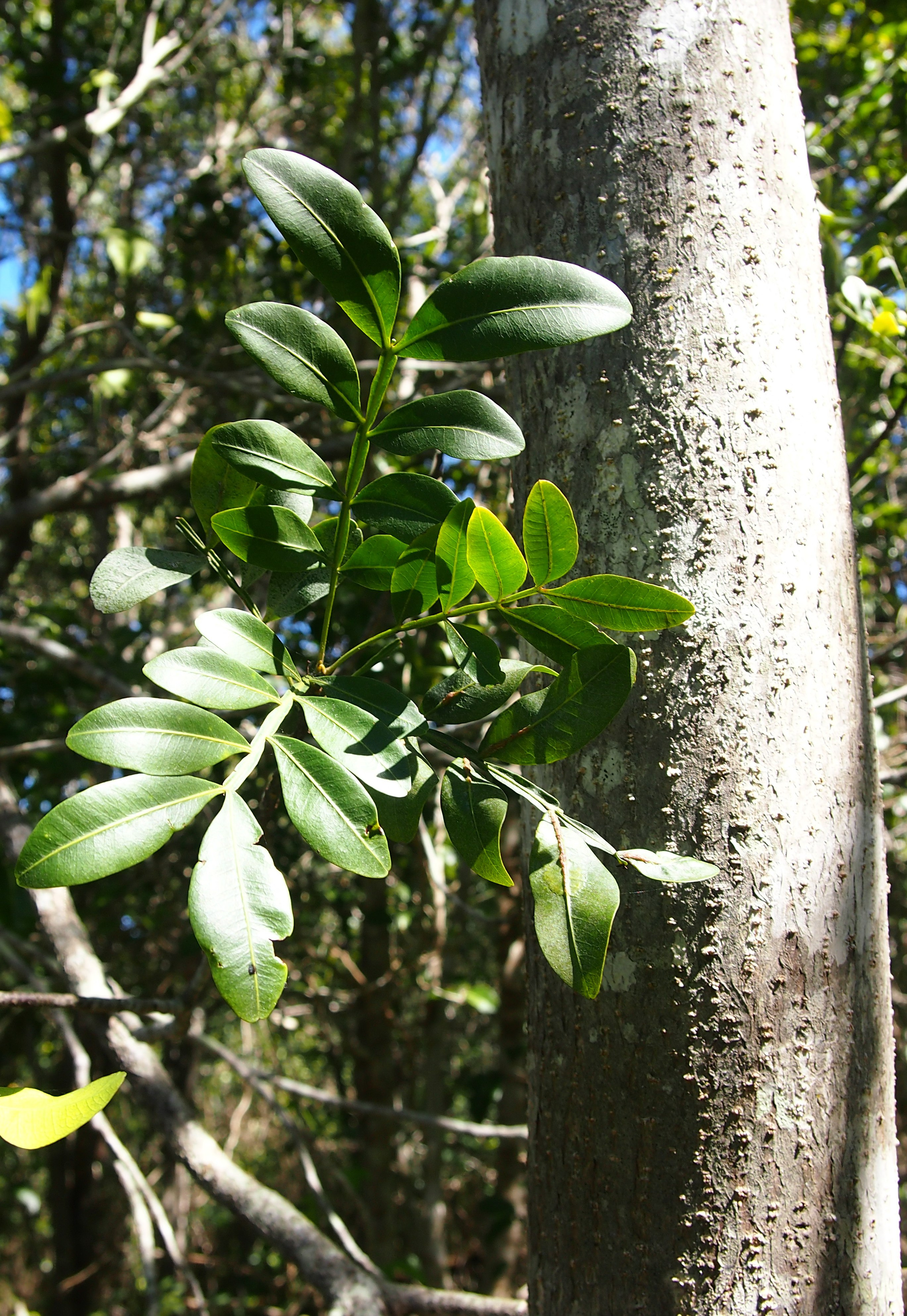
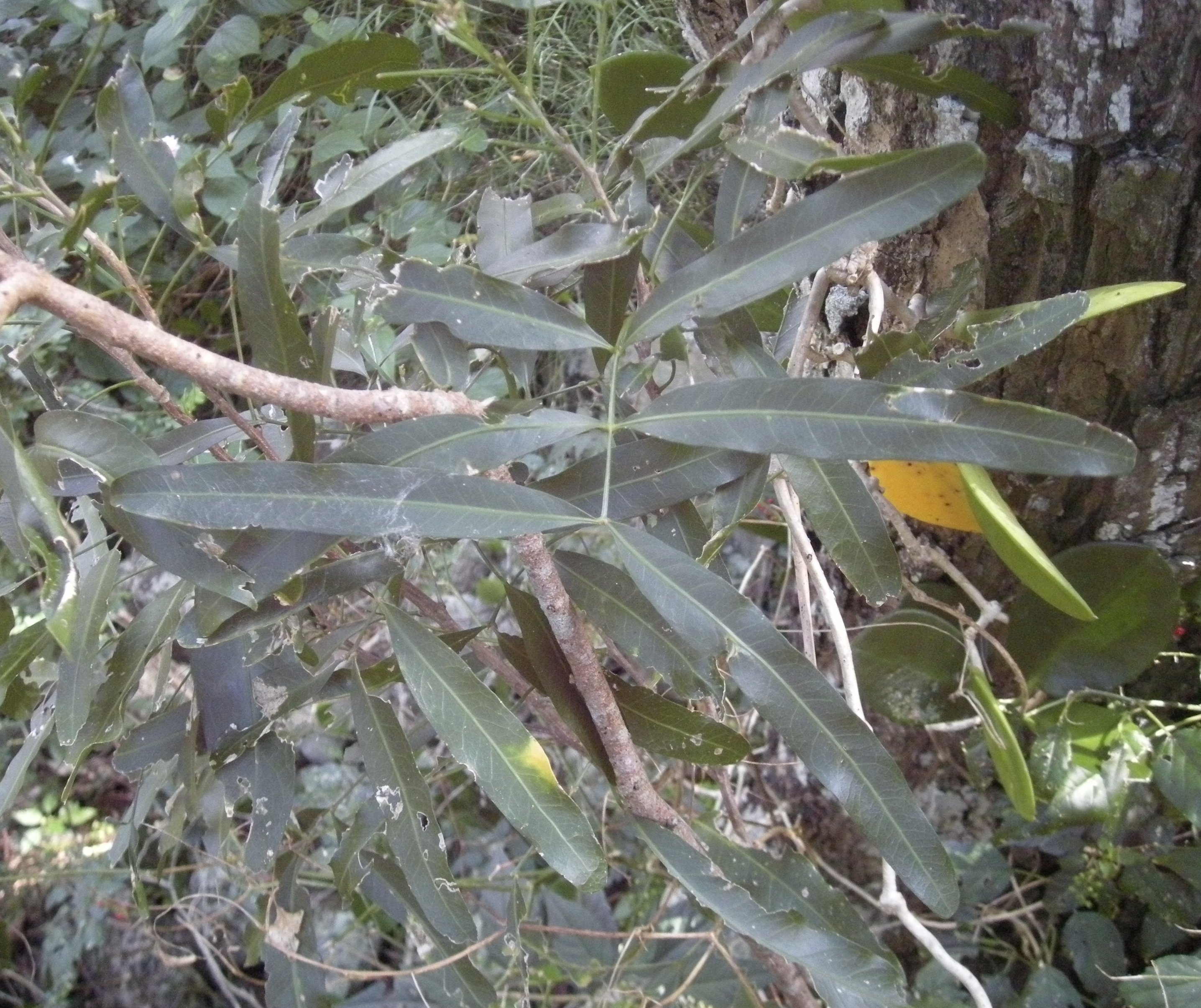
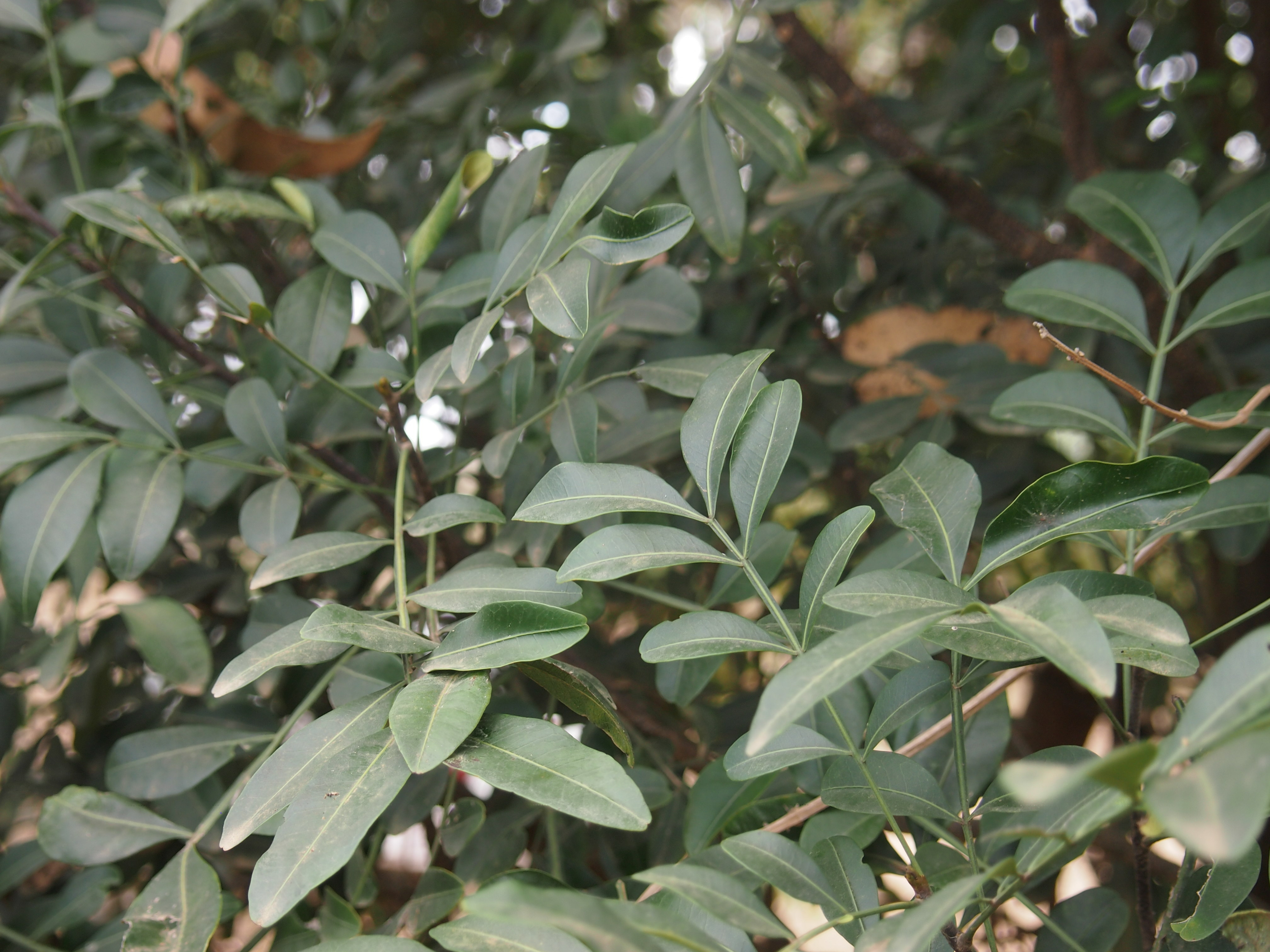
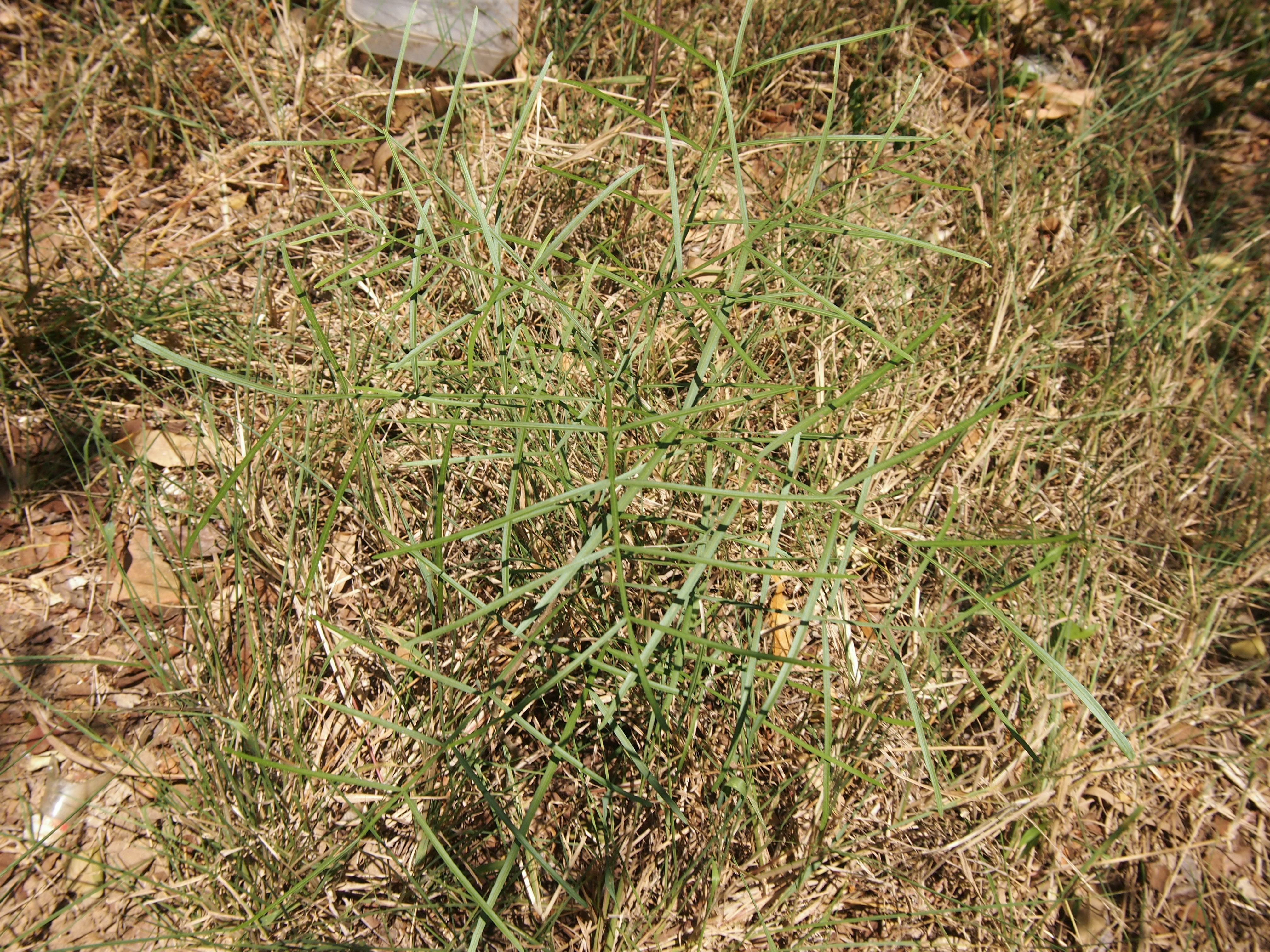